# Boehlkenchelys
Boehlkenchelys is een monotypisch geslacht van straalvinnige vissen uit de familie van valse murenen (Chlopsidae). De wetenschappelijke naam werd in 1992 geldig gepubliceerd door K.A. Tighe.

## Soort
- Boehlkenchelys longidentata Tighe, 1992